# ピッツェリア

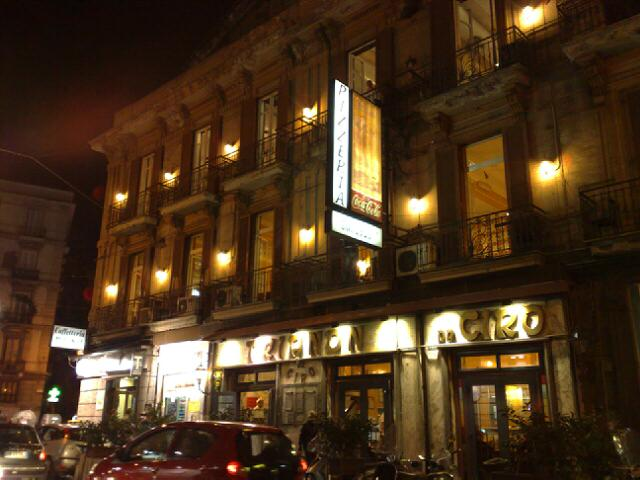
ナポリのピッツェリア Trianon

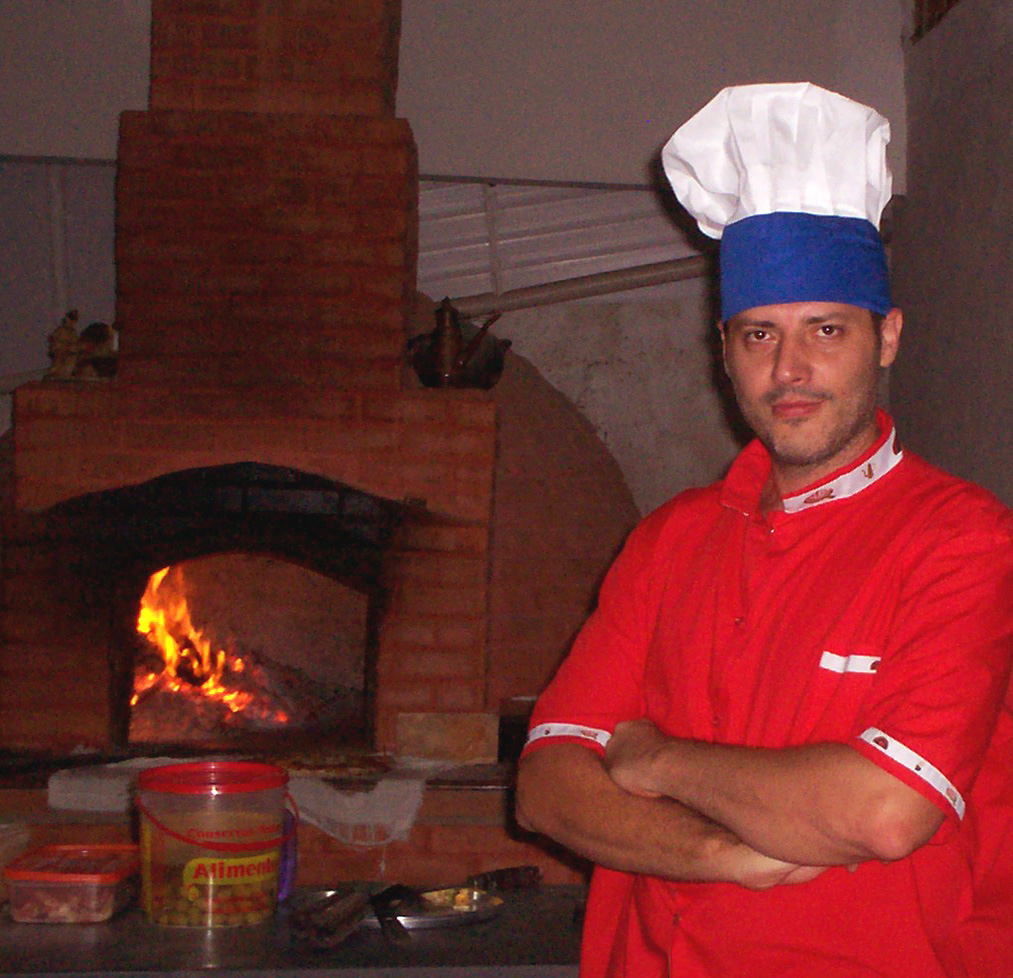
ナポリのピザ焼き職人とピザ窯

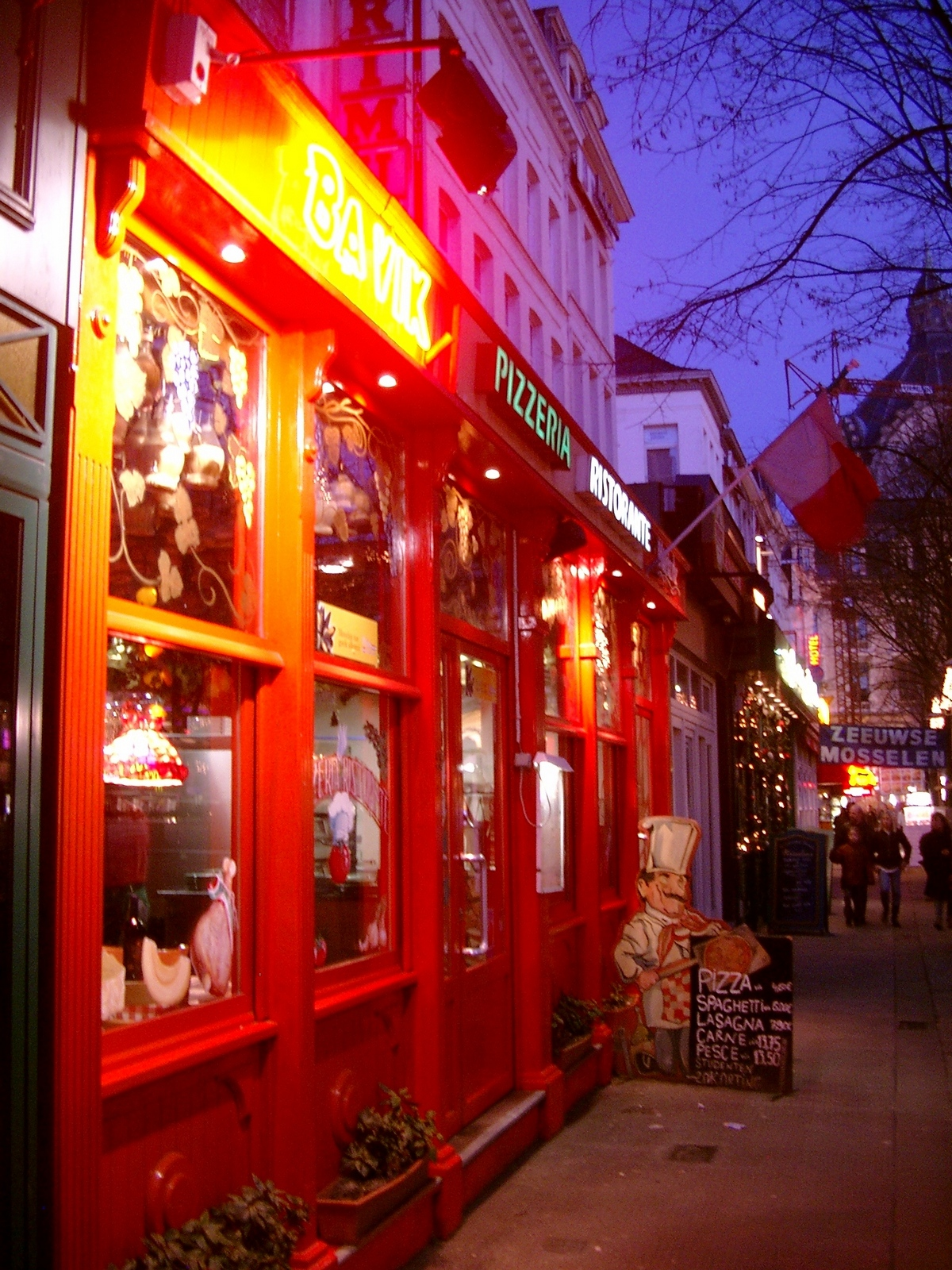
アントウェルペン（ベルギー）のピッツェリア（2005年）

ピッツェリア (伊: Pizzeria) は主としてピザを提供するイタリア料理店のこと。「ピッツェリア（ピザ屋、ピザ専門店）」という名称ではあるが、イタリア国内ではピザだけでなく多様な料理が提供されている。
ピザは基本的に男性はピッツァヨーロ(Pizzaiolo)、女性の場合はピッツァヨーラ(Pizzaiola)と呼ばれる専門のピザ焼き職人によって焼かれる。このピザ焼き職人はイタリアでは高く評価されており、有能であれば手取りで月給300万リラを稼ぐものも存在する。
2001年発表のMetro誌の調査によれば、イタリアにある45,000軒のピッツエリアのうち 71.4%が「昔ながら」の業態で営業しているという（残りは店頭売りや宅配）。この45,000という店舗数は、同時期の日本における寿司屋の数とほぼ同程度である。
イタリアのナポリには「真のナポリピッツァ協会」があり、伝統的なナポリピッツァの保護活動、伝統的なナポリピッツァを提供する店舗の認定を行っている。日本にもこの協会に認定された認定店が存在し、2025年1月現在で97店舗ある。